# Eusterinx georgiana
Eusterinx georgiana är en stekelart som beskrevs av Dasch 1992. Eusterinx georgiana ingår i släktet Eusterinx och familjen brokparasitsteklar. Inga underarter finns listade i Catalogue of Life.